# Sablatnig SF-2
Il Sablatnig SF-2 fu un idroricognitore a scarponi, monomotore biposto a velatura biplana, sviluppato dall'azienda aeronautica tedesco-imperiale Sablatnig Flugzeugbau GmbH nei tardi anni dieci del XX secolo e prodotto, oltre che dalla stessa, anche su licenza dalla Luft-Fahrzeug-Gesellschaft (LFG) e dalla Luftverkehrsgesellschaft (LVG).
Derivato dal precedente Sablatnig SF-1 rimasto allo stadio di prototipo, venne impiegato, identificato come BFT, dai reparti di ricognizione aerea della Kaiserliche Marine, la marina militare imperiale tedesca, durante lo svolgimento della prima guerra mondiale.

## Storia del progetto
Durante il periodo iniziale del primo conflitto mondiale, il rapido sviluppo tecnologico dell'arma aerea nelle contrapposte nazioni degli Imperi centrali e della Triplice intesa costrinse la Kaiserliche Marine a valutare la necessità di difendere efficacemente lo spazio aereo attorno alle stazioni navali sulla costa del Mare del Nord dotandole di un versatile aeromobile in grado di operare dalla superficie dell'acqua.
Per rispondere a quest'esigenza nel 1916 l'ufficio tecnico della Sablatnig Flugzeugbau sviluppò l'SF-1 la cui impostazione generale riproponeva quella oramai classica per i velivoli dell'epoca, un monomotore in configurazione traente realizzato con struttura lignea ricoperto da tela trattata, velatura biplana, carrello fisso e, in questa tipologia, i due abitacoli aperti in tandem ed impianto di galleggiamento basato su una coppia di grandi galleggianti. Il prototipo non fu però in grado di soddisfare le esigenze espresse dai vertici della marina imperiale tedesca non venendo di conseguenza accettato per la produzione in serie. Al fine di migliorarne le caratteristiche venne avviato un programma di sviluppo che diede origine all'SF-2. Il nuovo modello si differenziava per un diverso impennaggio e per essere equipaggiato con un'apparecchiatura radio (solo) trasmittente. Il prototipo (numero di serie 580) era caratterizzato dalle dimensioni più contenute sia nell'elemento verticale che in quelli orizzontali dei piani di coda tuttavia gli esemplari di serie adottarono una grande pinna ventrale.
Portato in volo per la prima volta nel corso del 1916 venne valutato positivamente dalla commissione esaminatrice della marina che ne raccomandò la produzione in serie. Tuttavia le strutture dell'azienda non consentivano una sufficiente capacità produttiva, per cui vennero contattate altre due aziende del settore, le LFG ed LVG, alle quali venne concessa una licenza di produzione.

## Impiego operativo
Gli SF-2 iniziarono ad essere consegnati, dal giugno 1916, ai reparti della Marine-Luftschiff-Abteilung, la componente aerea della marina imperiale, dislocati sulle stazioni navali nel nord del paese, affacciate sul Mar Baltico e sul Mare del Nord, dove vennero impiegati sia per sorvegliare le coste al fine di prevenire attacchi da parte di unità navali nemiche che per missioni di ricognizione aerea. Il primo lotto, composto dal prototipo più cinque esemplari di serie (nr. 580–585), fu realizzato dalla Sablatnig ed evaso completamente nel settembre di quello stesso anno. A questo seguì un secondo lotto di dieci esemplari costruiti su licenza dalla LVG (serie 791–800) e consegnati tra l'ottobre ed il dicembre 1916, ed un terzo, sempre da dieci esemplari, costruiti su licenza dalla LFG (serie 705–714) e consegnati tra aprile e maggio 1917. Il profilo di missione prevedeva l'invio di una coppia di SF-2 che dovevano provvedere all'eventuale assistenza dell'altro apparecchio in caso di difficoltà. Benché costruiti per ricoprire il ruolo di ricognitori in realtà vennero solitamente utilizzati come aerei da addestramento.

## Utilizzatori
Germania
- Kaiserliche Marine